# Viktor Ljubić
Viktor Ljubić (i Italien kendt som Vittorio Gliubich) (født 18. april 1902 i Zadar, død 1984) var en kroatisk roer.
Ljubić deltog ved OL 1924 i Paris, hvor han repræsenterede Italien, som hans hjemby Zadar på daværende tidspunkt hørte under, som styrmand i otteren. De vandt deres indledende heat, hvorpå de i finalen kom på en tredjeplads slået af USA og Canada, der vandt henholdsvis guld og sølv. De øvrige medlemmer af den italienske båd var brødrene Ante, Frane og Šimun Katalinić, samt Carlo Toniatti, Giuseppe Crivelli, Petar Ivanov, Latino Galasso og Bruno Sorić.
Ljubić vandt desuden en EM-guldmedalje i samme disciplin i Como.

## OL-medaljer
- 1924:  Bronze i otter